# Calamagrostis vicunarum
Calamagrostis vicunarum är en gräsart som först beskrevs av Hugh Algernon Weddell, och fick sitt nu gällande namn av Pilg.. Calamagrostis vicunarum ingår i släktet rör, och familjen gräs. Inga underarter finns listade i Catalogue of Life.